# Administrativní dělení Podněsterské moldavské republiky

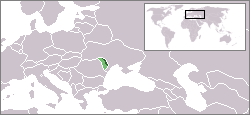
Podněstří na mapě Evropy (tmavě zelené)

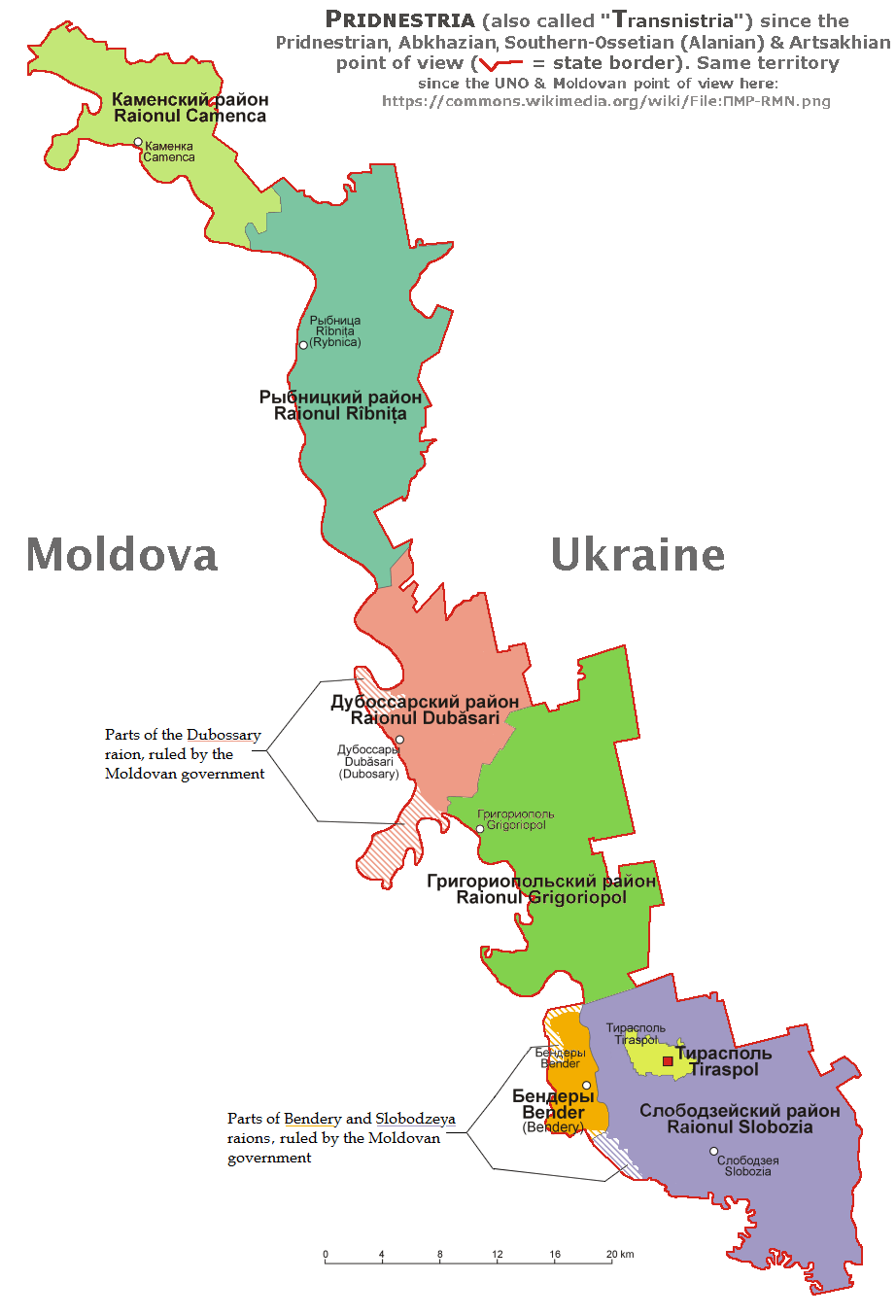
Administrativní dělení Podněsterské moldavské republiky (šrafovaná území jsou pod kontrolou Moldavska)

Mezinárodně neuznaná Podněsterská moldavská republika převzala po svém vzniku v roce 1990 původní sovětské administrativní dělení, které je s určitými úpravami platné do současnosti. Současná podoba vychází z podněsterského zákona № 155-З-III (САЗ 02-29), který byl přijat roku 2002. Republika se dělí na pět rajonů a dvě města republikového podřízení:
| Správní celek        | Administrativní centrum |
| -------------------- | ----------------------- |
| Dubossarský rajon    | Dubossary               |
| Grigoriopolský rajon | Grigoriopol             |
| Kamenský rajon       | Kamenka                 |
| Rybnický rajon       | Rybnica                 |
| Slobodzejský rajon   | Slobodzeja              |
| Město Tiraspol       |                         |
| Město Bendery        |                         |

Jednotlivé správní celky se skládají z obcí, které se dělí na 3 úrovně:
- městská sídla (rusky городские населённые пункты) - sídla s více než pěti tisíci obyvateli, z nichž většina není zaměstnána v zemědělství
  - Bendery
  - Dněstrovsk
  - Dubossary
  - Grigoriopol
  - Kamenka
  - Slobodzeja
  - Tiraspol
- osady (rusky посёлки) - sídla s méně než pěti tisíci obyvateli, z nichž většina není zaměstnána v zemědělství
  - Glinoje
  - Karmanovo
  - Krasnoje
  - Majak
  - Novotiraspolskij
  - Pěrvomajsk
  - Solněčnyj
- venkovská sídla (rusky сельские населённые пункты) - sídla zemědělského charakteru
  - 143 vesnic
- Dělení se vymyká pět sídel se zvláštním stasutem:
  - železniční stanice (Kamenka, Kolbasna, Novosavickaja, Post 47)
  - církevní sídlo (Kickanský klášter)
České přepisy názvů obcí vychází z ruštiny, v PMR mají oficiální status i názvy moldavské a ukrajinské.

## Poznámka
Z pohledu moldavských orgánů, jakožto i z pohledu mezinárodního práva, je existence Podněsterské moldavské republiky nezákonná a její území tvoří integrální součást Moldavska. Území neuznané republiky tvoří dle moldavských zákonů tzv. Autonomní územně správní jednotku se zvláštním statusem Podněstří, která však de facto neexistuje.
- Viz též Administrativní dělení Moldavska.